# 楠瀬康璽
楠瀬 康璽（くすのせ  こうじ、1942年 -  ）は、高知県高知市出身の植物モチーフを得意とする日本の水彩画家、イラストレーター。本名は、楠瀬 浩二（くすのせ  こうじ）。

## 概要
楠瀬 康璽は、2001年頃より、高知県土佐市の池加津夫が漉いた土佐和紙に、透明水彩絵具を用いて、主に野山の植物を画題として、原寸大でその葉脈や虫食痕の細部まで、和紙のにじみを活かして描き始めた。
その後、2004年頃より、大阪市のデザイナー近藤進との共同作業で、原画を用いたジクレー版画なども制作しているが、グラフィックデザイン出身の水彩画家、である。

## 略歴
- 1942年 - 高知県高知市生まれ。
- 1959年 - 高知県立高知西高等学校（１期生）卒業。

　木口木版画家の日和崎尊夫（1941-1992）とは同級生。
- 1963年 - 大阪美術学校デザイン科卒業。
- 1964年 - 高知市の広告代理店に就職。

　広告媒体を中心に企画・デザインを担当。
- 1972年 - 30歳でフリーとなる。
- 1974年 - 高知市にグラフィックデザイン事務所を開設。

　その後、約20数年間、数々のデザイン活動を主宰する。
- 1988年 - 高知市制100周年記念事業広報計画を作成。

　文化事業の一環として、高知市でギャラリーを企画運営。
- 1987年 - 高知県産業デザイン振興協議会の設立会員。

　副会長、会長を勤める。

　全国デザイン活動の「黒潮グラフィティ1989」、

　「黒潮グラフィティ1991」、「黒潮グラフィティ1993」を成功させる。
- 1996年 - 大阪・東京に拠点を置く友人のデザイン会社に勤務。

　大型商業施設などの開発プロジェクトに参画。
- 2000年 - デザイン会社を退職。
- 2001年 - 高知県大豊町に移住して、植物画を描き始める。

　この頃より、作家名の「楠瀬康璽」を使用。
- 2005年 - 高知県いの町の「ギャラリーぼたにか」で、初個展。
- 2010年 - 「四季の草木譜」と題して、「ぼたにか」で、第4回個展。
- 2013年 - 「四季の草木譜」と題して、「ぼたにか」で、水彩画個展。

現在、高知市に「草木画房」を構え、創作中。

## 人物像
- 「80年代、高知に新生INKSPOTを設立し、デザインオフィスに併設したギャラリー（ギャラリー・パン）では、1987年から1993年まで67回にもおよぶ展覧会をプロデュースして、楠瀬さんは岡本太郎や遠藤享といったさまざまなアーティストと親交を結びながら、その活動範囲を高知の文化活動にまで広げていった。」と、ボスコの小林春生はブログで述べている。[5]

## 作品集
- the Botanical Art Collection（2001-）
- 四季の草木譜（2004）限定100部のオフセットリトグラフ
- グラフィックアートシリーズ（2004）ジクレー版画、近藤進との共同作品